# ビッグ・ショーン
ビッグ・ショーン (英: Big Sean, 本名: ショーン・マイケル・アンダーソン、1988年3月25日 ‐ ) は、アメリカ合衆国ミシガン州デトロイト出身のラッパーである。

## 略歴

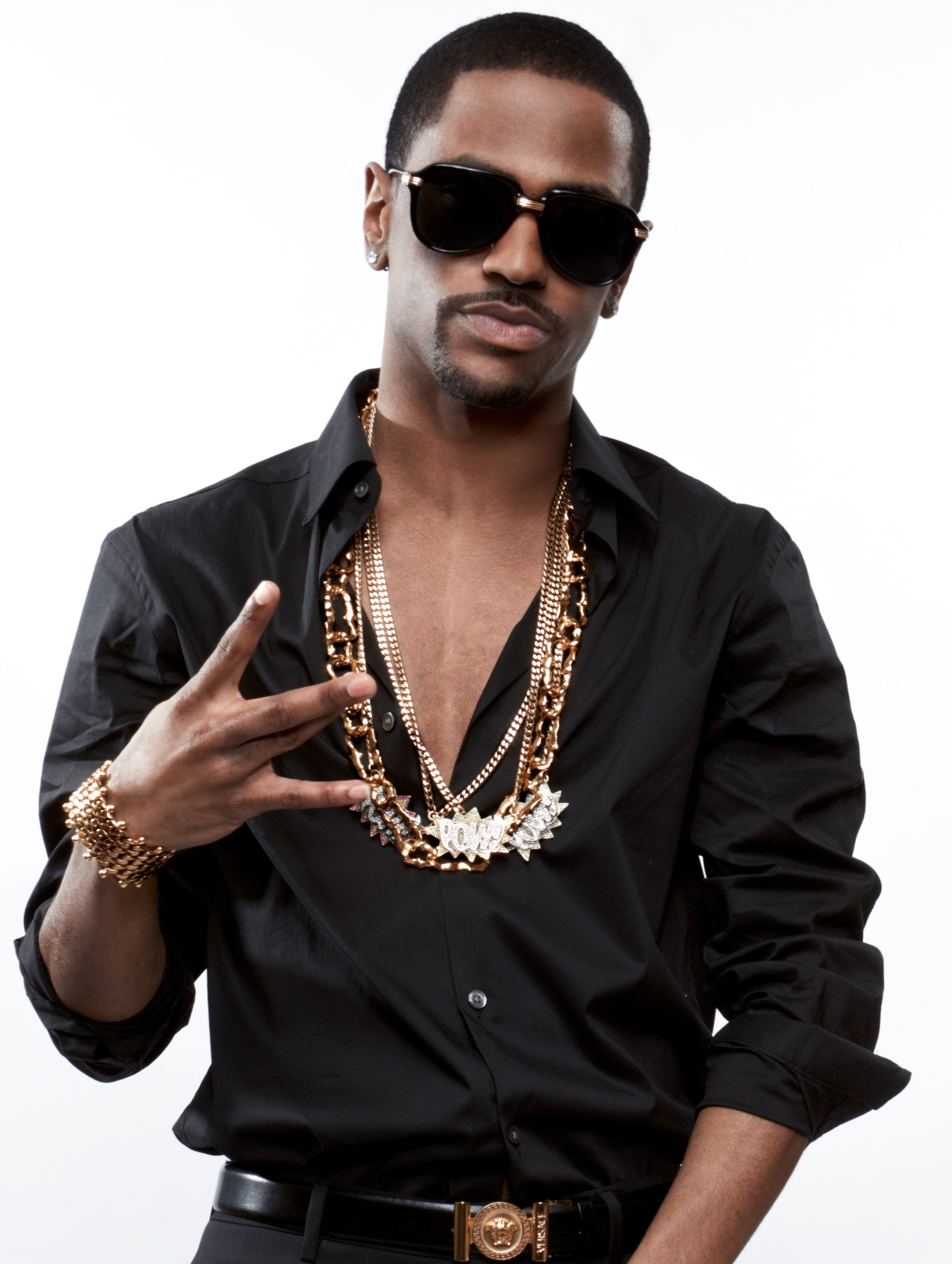
Big Sean（2011年）

カリフォルニア州サンタモニカで生まれた彼は、その後まもなくミシガン州デトロイトへと移住した。
2007年にカニエ・ウェストの主催するレーベル「グッド・ミュージック」と契約を結び、その後2008年に更に「デフ・ジャム・レコード」とも契約。その間に3枚のミックステープを経て、2011年6月28日にメジャーデビューアルバム『ファイナリー・フェイマス』をリリース。これが Billboard 200 チャートにて初登場3位を記録する。ニッキー・ミナージュをフィーチャーした同アルバムからの3枚目のシングル「Dance (A$$)」は、Billboard Hot 100 チャートで最高10位まで上昇した。
2013年8月27日、2ndアルバム『Hall of Fame』をリリース。アメリカで発売初週に72,000枚を売り上げ、Billboard 200 チャートにて初登場3位を記録する。
2015年2月24日、3rdアルバム『Dark Sky Paradise』をリリース。
2017年2月3日、4thアルバム『I Decided』をリリース。同年12月8日、メトロ・ブーミンとのコラボレーション・アルバム『Double or Nothing』をリリース。
2020年9月4日、5thアルバム『Detroit 2』をリリース。

## ディスコグラフィー
スタジオ・アルバム
- Finally Famous (2011)
- Hall of Fame (2013)
- Dark Sky Paradise (2015)
- I Decided (2017)
- Double or Nothing (with Metro Boomin) (2017)
- Detroit 2 (2020)
- Better Me Than You（2024）

ミックステープ
- Finally Famous Vol. 1: The Mixtape (2008)
- Finally Famous Vol. 2: UKNOWBIGSEAN (2009)
- Finally Famous Vol. 3: BIG (2010)
- Detroit (2012)